# Nette (Niers)
Die Nette ist ein Flüsschen in der Region Niederrhein. Sie ist etwa 28 Kilometer lang und hat ein Einzugsgebiet von etwa 165 Quadratkilometern.
Die Nette beginnt in Dülken und fließt zunächst an Boisheim vorbei, dann durch einige Nette-Seen bei Lobberich und Breyell, durch die Krickenbecker Seen und anschließend Richtung Wachtendonk. Nördlich von Wachtendonk mündet sie in die Niers.
Eine Quelle existiert nicht. Zwischen der Boisheimer Straße und der Straße Röhlenend in Dülken ist der ursprüngliche Lauf der Nette im Gelände erkennbar. Die Wasserführung beginnt einige hundert Meter später (⊙, Stand April 2017).
Ihre Fließgeschwindigkeit ist gering. Zuflüsse sind unter anderem der Mühlenbach (bei Breyell), der Pletschbach (südlich von Lobberich), der Luidbach (in Lobberich), der Königsbach (aus Kaldenkirchen) und die Renne.
Der Netteverband mit Sitz in Leuth kümmert sich um die Regelung des Wasserabflusses einschließlich der Sicherung des Hochwasserabflusses, um die Renaturierung und um die Unterhaltung.
Die Nette ist Namensgeber für den Naturpark Maas-Schwalm-Nette, den sie durchfließt, und für die 1970 bei einer Gebietsreform entstandene Stadt Nettetal (gebildet aus Lobberich, Breyell, Hinsbeck, Leuth und Kaldenkirchen).

## Name
Der Fluss ist 1322 als die Nette verschriftlicht. Es liegt wohl urgermanisch *nat-a (‚nass‘) zugrunde.

## Sonstiges
Der Braunkohle-Tagebau Garzweiler pumpt in weitem Umkreis Grundwasser ab; dies hat auch die Situation im Bereich der Nette beeinflusst.
Zur effizienten Umsetzung der EG-Wasserrahmenrichtlinie in NRW initiierte die Landesregierung 2009 das Programm „Lebendige Gewässer“.
Bis März 2012 wurden 'Umsetzungsfahrpläne' zur Konkretisierung der Maßnahmenprogramme erarbeitet. Auf Vorschlag der Bezirksregierung Düsseldorf hat der Netteverband 2009 die Leitung der Kooperation in der 'Planungseinheit Nette' übernommen.
Durch die ungewöhnlich lange Hitze- und Dürreperiode im Sommer 2018 sank auch der Wasserstand der Nette erheblich. Zusätzlich wurden verstärkende, menschengemachte Faktoren vermutet: Bei einer Kontrolle durch die Untere Wasserbehörde wurden mehrere illegale Wasserentnahmestellen gefunden. Dies ging so weit, dass der Fluss bei Wachtendonk Ende Juli bzw. Anfang August 2018 austrocknete. Die in den zurückbleibenden Wasserlachen überlebenden, aber vom Erstickungstod bedrohten Fische wurden von einer kleinen Gruppe in einer Umsiedlungsaktion in der nahegelegenen Niers freigelassen.